# 轉圈圈 (韓國歌曲)
《轉圈圈》（韓語：둥글게 둥글게）是一首由李秀仁創作的兒歌。曲調為D大調，拍子為4/4拍。
1971年，《轉圈圈》在Sprouts和韓國女性廣播人俱樂部舉辦的「第一屆一起唱的歌」徵歌比赛中被獲選為佳作因此廣為人知。1996年，該歌曲被收錄於小學教科書後，成為大多數韓國人熟悉的童謠。 
這首歌在2024年Netflix上映的《魷魚遊戲 2》中出現後開始引發海外關注。 

## 創作
1971年5月6日，《京鄉新聞》報導，《轉圈圈》在《第一屆一起唱的歌》被選為佳作，該比賽並無選出得獎作品 《轉圈圈》由來自光州的作曲家鄭根填詞，李秀仁譜曲，並作為KBS兒童歌曲節目《集合吧，一起唱歌》（모이자 노래하자）的參賽作品。李壽仁於1973年出版首本童謠集時，在一次訪談中表示，他看到小學一年級的學生唱著完全不懂意思的英語兒歌，因而決心創作富有樂趣的韓國童謠。

## 歷史
1978年2月11日，徐守男（韓語：서수남）与河清日(韓語：하청일)發表了收錄《轉圈圈》等12首歌曲的專輯《雲》（구름），因此獲得了人氣。 
《轉圈圈》逐漸為大眾所熟知，甚至被收錄在1987年首爾大學歌唱團體「回聲」（韓語：메아리）發表的第八個專輯中，成為廣為流傳的兒歌。  中，1996年4月，該曲被納入《快樂生活》（韓語：즐거운생활）教科書，之後又持續出現在韓國的音樂教科書中，成為韓國國民熟悉的歌曲。
作曲家李秀仁被譽為韓國代表性的兒童歌曲作曲家之一，長期在KBS擔任兒童合唱團的指揮，並參與兒童歌曲節目。 為了紀念他，KBS於2024年12月將「李秀仁兒童歌曲節」命名為轉圈圈（韓語：둥글게 둥글게） 

## 影響
《轉圈圈》是大部分韓國熟悉的兒歌。正因為如此，各種音樂和媒體都受到了這首歌曲的影響。
2013年，韓國男子團體BIGBANG成員太陽将儿歌《轉圈圈》的副歌之一的「링가링가」作為自己的歌曲名稱發表。
2024年，演员T.O.P.在Netflix推出的劇集《魷魚遊戲2》中亮相，並表演了「링가링가」的舞蹈。泰國某夜店的影片在網上流傳，顯示夜店訪客們隨著《轉圈圈》的混音版本起舞。 

## 外部鏈接
- 轉圈圈- Pinkfong